# Списък с епизоди на „Русалките от Мако“
Следва списък с епизоди на „Русалките от Мако“, което първоначално се излъчва по канал Network Ten в Австралия, а по-късно по канал Eleven.
Премиерата на първия сезон в Австралия е на 26 юли 2013 г. Първата половина на сезона е пусната в Нетфликс, а втората половина е пусната на 15 септември 2013 г. Премиерата на втория сезон е качена в Нетфликс на 13 февруари 2015 г. Втората половина от втори сезон е качена в платформата на 29 май 2015 г. Третият сезон започва да се излъчва по канал Eleven на 15 май 2016 г. и е пуснат в международен план в Нетфликс на 27 май 2016 г.

## Сезони
| Сезон | Сезон | Епизоди | Начало на сезона | Край на сезона |
| ----- | ----- | ------- | ---------------- | -------------- |
|       | 1     | 26      | 26 юли 2013      | 12 януари 2014 |
|       | 2     | 26      | 15 февруари 2015 | 9 август 2015  |
|       | 3     | 16      | 15 май 2016      | 28 август 2016 |

## Епизоди

### Сезон 1
| № | #  | Заглавие                                                | Режисура    | Сценарий       | Първо излъчване   | Първо излъчване   | Рейтинг (в милиони) |
| --- | -- | ------------------------------------------------------- | ----------- | -------------- | ----------------- | ----------------- | ------------------- |
| 1 | 1  | Отлъчени ("Outcasts")                                   | Евън Клари  | Сам Карол      | 26 юли 2013       | 26 юли 2013       | Неизвестно          |
| Сирена, Лайла и Никси са три млади русалки от стадото на остров Мако. В нощта на пълнолунието те са натоварени със задачата да държат хората далеч от остров Мако. Въпреки това, момичетата пренебрегват задълженията си и позволяват на две момчета да се разположат на острова. Когато едно от момчетата, Зак, открива скрита пещера, той случайно попада в магическия Лунен басейн, където той се превръща в мъж-русалка с магически сили. В резултат на случилото се вечерта, стадото на русалките е принудено да избяга от остров Мако. Въпреки това трите момичета са отлъчени от стадото като наказание за пренебрегването на задълженията им. С разбито сърце, момичетата са решени да отстранят силите на Зак, ако искат да се завърнат в стадото отново. |    |                                                         |             |                |                   |                   |                     |
| 2 | 2  | Получаване на крака ("Getting Legs")                    | Евън Клари  | Антъни Морис   | 2 август 2013     | 2 август 2013     | Неизвестно          |
| Русалките осъзнават, че трябва да живеят на сушата известно време, за да намерят Зак и да премахнат неговите сили. С помощта на лунния пръстен на Сирена, те са в състояние да променят опашките си на крака. Момичетата правят първи стъпки на сушата, за да търсят Зак, но откриват, че имат затруднения при ходенето с крака. В същото време, Зак успява да скрие опашката си тайно от баща си. Но той има и друг проблем – неговата работа като спасител на местния плаж. Той трябва да намери начин да запази тайната си, докато все още си върши работата. |    |                                                         |             |                |                   |                   |                     |
| 3 | 3  | Среща с Рита ("Meeting Rita")                           | Евън Клари  | Макс Дан       | 9 август 2013     | 9 август 2013     | Неизвестно          |
| Опитвайки се да намерят начин да отнемат силите на Зак, русалките го следват в училище. В училището, момичетата случайно предизвикват изригването на училищния фонтан, принуждавайки Зак да избяга от приятелката си, Иви, за да скрие тайната си. Директорката на училището, Рита, свидетелка на сцената се изправя срещу момичетата. Тя забелязва лунният пръстен на Сирена и го взема. Момичетата следват Рита до дома ѝ, за да се опитат да вземат пръстена обратно и откриват, че тя също е русалка. |    |                                                         |             |                |                   |                   |                     |
| 4 | 4  | Лайла сама ("Lyla Alone")                               | Евън Клари  | Саймън Бътърс  | 16 август 2013    | 16 август 2013    | Неизвестно          |
| Момичетата продължават с опитите да се впишат в човешкото общество, като се вслушват в съвета на Рита да си купят дрехи, вместо да ги крадат от кея. Сирена и Никси отиват в Кафе Океан да си купят дрехи, докато Лайла се опитва да остане насаме със Зак. В кафенето, Сирена и Никси молят Иви да им помогне с избора на дрехи, но тя не може да не забележи странното поведение на двете момичета. След като си купуват дрехи, те следват Иви до магазина за обувки, но това само я изнервя повече. Междувременно Лайла се опитва да намокри Зак, мислейки, че той е най-уязвим, когато е с опашка. Въпреки това, планът и се проваля, и тя остава в капан в хладилната стая на кафенето, преобразена като русалка. Сирена и Никси трябва да спасят Лайла преди някой да я види. |    |                                                         |             |                |                   |                   |                     |
| 5 | 5  | Виелица ("Blizzard")                                    | Евън Клари  | Сам Карол      | 23 август 2013    | 23 август 2013    | Неизвестно          |
| Буря принуждава момичетата да останат в къщата на Рита. Лайла убеждава Сирена да използват лунният и пръстен, за да спрат дъжда, така че да могат да излязат навън и да потърсят Зак. Планът се проваля, когато те правят сняг в пещерата на Рита. Изложени на снега, Лайла и Сирена развиват мист Никси и Рита трябва да намерят лек за обрива преди момичетата да бъдат откарани в болница. В същото време, този дъждовен ден е и денят, в който Зак и баща му отиват на годишното си къмпинг пътуване на остров Мако. Отчаян да скрие русалската си тайна, Зак използва силите си за фалшива треска и да избегне къмпинга. |    |                                                         |             |                |                   |                   |                     |
| 6 | 6  | История с делфин ("Dolphin Tale")                       | Евън Клари  | Крис Роуч      | 30 август 2013    | 30 август 2013    | Неизвестно          |
| Момичетата решават да се сприятелят със Зак с надеждата да спечелят доверието му, и да им разкаже за силите си. След това момичетата се надяват да го убедят, че те могат да му помогнат да се отърве от силите си. В същото време, Дейвид и брат му, Джо, се возят в новата му лодка на Джо. Техният детектор за риба локализира необичайно морско създание под тях – това е Никси, която плува. След като Никси се опитва да отплува далеч, Джо решава да преследва съществото, за да разбере какво е то. Когато Никси случайно се заплита в рибарска мрежа, близо до кея, тя е в капан, докато Лайла, Сирена и Зак (вярвайки, че е един делфин), намерят начин да я спасят. |    |                                                         |             |                |                   |                   |                     |
| 7 | 7  | Партито на Зак край басейна ("Zac's Pool Party")        | Евън Клари  | Майкъл Джошуа  | 6 септември 2013  | 6 септември 2013  | Неизвестно          |
| Вярвайки, че необичайното поведение на Зак е резултат от чувство на самота, Иви решава да го изненада с парти краи басейна. Тя споделя с Кам, но му казва да пази тайна от Зак. Русалките решават да посетят партито, с надеждата да се сприятелят със Зак. Заради тази своя тайна, Зак не може да влезе в басейна и се изолира от партито. Лайла го утешава и се опитва да го накара да ѝ каже тайната му. Иви вижда двамата заедно и погрешно мисли, че те са заедно. Когато Кам чува за това, той гневно се изправя срещу Зак. Омръзнало му от това винаги да го покрива, Кам бута Зак в басейна и го изоставя. Тайната на Зак е „изложена“ на русалките, но те обещават да запазят тайната му и не му казват, че са русалки. |    |                                                         |             |                |                   |                   |                     |
| 8 | 8  | Завръщането на Зак на Мако ("Zac's Return to Mako")     | Евън Клари  | Сам Карол      | 13 септември 2013 | 13 септември 2013 | Неизвестно          |
| Първото пълнолуние, след като Зак се е трансформирал в мъж-русалка, е тук и момичетата смятат, че пълната изолация от лунната светлина ще ви лиши Зак от неговите сили. Момичетата убеждават Зак да направят това. Те му помагат да покрие до прозорците на дома си и остават за вечерта да го наблюдават. Въпреки опитът, пълнолунието надвива Зак и той е изложен на лунна светлина, която го привлича към Остров Мако. Момичетата последват Зак, за да му попречат да намери Лунния басейн. На острова, Зак се е насочил към пещерата, в която е отишъл в нощта на падането си в Лунния басейн. За щастие входът на пещерата се затваря, преди да успее да влезе. На следващия ден, Зак показва на момичетата, че има силата да стане невидим. |    |                                                         |             |                |                   |                   |                     |
| 9 | 9  | Сирената ("The Siren")                                  | Евън Клари  | Саймън Бътърс  | 20 септември 2013 | 20 септември 2013 | Неизвестно          |
| Лайла убеждава Сирена да използва забранената Омайна песен, за да омагьоса Зак да следва нарежданията им, така че те да могат да отстранят неговите сили. Въпреки това, Сирена случайно омагьосва Дейвид и той се влябва в Никси. Тя остава в кафенето с Дейвид, докато Сирена и Лайла намерят начин да развалят магията. В същото време, когато Иви се притеснява за предстоящия изпит, Зак използва силите си, за да се промъкне в офиса на Рита и да намери отговорите на въпросите за изпита. Въпреки това, Зак скоро научава суров урок, че магията не може да спечелят всичко. |    |                                                         |             |                |                   |                   |                     |
| 10 | 10 | Зак се завръща на Мако ("Zac Returns to Mako")          | Евън Клари  | Крис Роуч      | 27 септември 2013 | 27 септември 2013 | Неизвестно          |
| Зак иска да узнае как точно се е превърнал в мъж-русалка, затова решава да се върне на остров Мако, за да разберете истината. Лайла предлага да Сирена и Никси, да отидат със Зак и да научат повече за това как той е получил силите си. Тъй като земния вход за Лунния басейн се отваря само по време на пълнолуние, Лайла предлага да използват лунният пръстен на Сирена, да отворят входа на земята, но Сирена и Никси отказват. Непоколебима, Лайла открадва лунният пръстен на Рита и отива на остров Мако със Зак. Двамата намират земния вход и Лайла отваря входа с лунния пръстен. Но когато влизат в пещерата, входа изведнъж се затваря, поставяйки двамата в капан. Докато изследва пещерата, Зак отваря портал и минава през него. Той влиза в подводно царство, където забелязва мистериозен обект плаващ във водата. |    |                                                         |             |                |                   |                   |                     |
| 11 | 11 | Не вярвам в русалки ("I Don't Believe in Mermaids")     | Евън Клари  | Макс Дан       | 4 октомври 2013   | 4 октомври 2013   | Неизвестно          |
| Никси става унила, когато осъзнава, че стадото може никога да не се върне и се изолира от Сирена и Лайла. На кея, тя се запознава с едно младо момче, което отказва да отиде на плаване с родителите си. Никси по невнимание кара момчето да избяга, след като му дава съвета да „се грижи за себе си“. Чувстваща се виновна, Никси търси момчето и му разкрива, че е русалка, за да го накара да иска да изследва света. Тя също му дава резбованата черупка на Сирена и го моли да я хвърли в океана с надеждата, че ще стигне до сестрата на Сирена, Акуата. В същото време, Зак научава, че обектът, който е видял на остров Мако е тризъбец и прави някои изследвания върху него. Рита предупреждава момичетата за разрушителните сили на тризъбеца. |    |                                                         |             |                |                   |                   |                     |
| 12 | 12 | На косъм ("Close Call")                                 | Евън Клари  | Антъни Морис   | 11 октомври 2013  | 11 октомври 2013  | Неизвестно          |
| Любопитството на Зак около тризъбеца расте и Лайла се притеснява за потенциалната опасност, ако той вземе артефакта. В същото време, момичетата са почти без пари, така че, вместо да продължават да взимат пари от Рита, те решават да ги печелят от продажбата на ръчно изработени гривни от Сирена в кафето. На мястото, на което събира черупки, за да прави гривни, Сирена вижда Зак и успява да изплува далеч преди той да успее да я види. Въпреки това Зак зърва опашката ѝ и това го кара да мисли, че той не е единственият с опашка. След като чува от Иви и Кам, че има подводни пещери в рифа, заобикалящ остров Мако, Зак отива да ги търси. Това кара момичетата да се притесняват, че той може да намери подводния вход на Лунния басейн. |    |                                                         |             |                |                   |                   |                     |
| 13 | 13 | Предателство ("Betrayal")                               | Евън Клари  | Майкъл Джошуа  | 18 октомври 2013  | 18 октомври 2013  | Неизвестно          |
| Пълнолунието се връща и по този начин тризъбеца ще бъде в обсега на Зак. Лайла отчаяно иска да предпази Зак от тризъбеца и самонараняване. Кам предупреждава Зак за прекалено многото доверие в трите момичета, който почти не познава, но Зак отказва да го послуша. Вечерта Зак се опитва да устои на привличането на пълнолунието, но неуспешно. Той тръгва към остров Мако, за да получи тризъбеца, а момичетата го последват. Зак грабва тризъбеца, обръща се, и шокиран вижда момичетата, трансформирани като русалки. Лайла се опитва да вземе тризъбеца от Зак, вярвайки, че може да го нарани, но случайно активира тризъбеца и той ги изхвърля извън портала. Зак не е под действието на луната, но е бесен, че момичетата са крили истинската си самоличност от него. Чувствайки се дълбоко предаден и мислейки, че момичетата се опитват да вземат тризъбеца за себе си, гневен Зак завършва тяхното приятелство. След като се извинява на Кам, Зак е още по-решен, да вземе тризъбеца. |    |                                                         |             |                |                   |                   |                     |
| 14 | 14 | Бойни линии ("Battlelines")                             | Грант Браун | Сам Карол      | 25 октомври 2013  | 25 октомври 2013  | Неизвестно          |
| Сега, след като знае, че Сирена, Лайла и Никси са русалки, Зак започва да се чуди защо директорката на училището, Рита им помага. Това го кара да подозира, че и тя може би е русалка. В същото време, Рита започва дава уроци на момичетата за това как да използват своите магически сили. По време на родителската среща, по отношение на оценките му, Зак забелязва как Рита се пази около водата, което потвърждава подозренията му, че тя също е русалка. Знаейки за нейната тайна, той решава да го използва в своя полза. Уплашена, Рита разказва на момичетата, че трябва да напусне града, преди Зак да я разкрие. Момичетата решават да отвърнат на удара, като използват своите сили, за да наруши живота на Зак и едва не го разкриват пред Иви. |    |                                                         |             |                |                   |                   |                     |
| 15 | 15 | Тайната на Сирена ("Sirena's Secret")                   | Грант Браун | Макс Дан       | 1 ноември 2013    | 1 ноември 2013    | Неизвестно          |
| След като връзката между Дейвид и Сирена продължава да расте, Никси и Лайла са загрижени, че Сирена няма да иска да се върне в морето и стадото. С помощта на новата способност, която научава от Рита, Никси саботира прослушването по пеене на Сирена в кафенето, манипулирайки гласа и унижавайки я пред всички. Зак става свидетел на цялата сцена и се ядосва на момичетата, че са провалили прослушването, тъй като с гласа си Сирена чупи стъклената фигурка, която Зак дава на приятелката си Иви за годишнината. За да си го върне на момичетата, Зак използва същата способност да помогне на Дейвид да намери нова певица. Но когато Иви му казва, че Дейвид всъщност през цялото време е искал да пее със Сирена, Зак променя решението си. Междувременно, Никси и Лайла се извиняват на Сирена, за това, което са направили, и се извиняват. Те се връщат в кафенето, където Сирена завършва пеейки с Дейвид, след като двамата си признават чувствата и споделят по една целувка. |    |                                                         |             |                |                   |                   |                     |
| 16 | 16 | Примирие ("Truce")                                      | Грант Браун | Крис Роуч      | 8 ноември 2013    | 8 ноември 2013    | Неизвестно          |
| Кам си купува нов телефон и тества камерата си, като заснема Зак, плувайки в басейна. По-късно в кафенето Кам прави няколко снимки на Никси, въпреки нежеланието и. Тя взема телефона му и го хвърля, загубвайки го в кафенето. Зак, Кам и русалките са принудени да загърбят различията си и да работят заедно, за да намерят телефона, преди някой друг да го намери и да види видеоклипа на Зак с опашка в басейна. Междувременно Никси и Кам се сближават. В крайна сметка те успяват да намерят телефона и Никси го унищожава. Накрая Зак ясно казва на русалките, це тази история не променя отношенията между тях. |    |                                                         |             |                |                   |                   |                     |
| 17 | 17 | Лунен пръстен 2 ("Moon Ring 2")                         | Грант Браун | Антъни Морис   | 15 ноември 2013   | 15 ноември 2013   | Неизвестно          |
| Зак намира привидно обикновен пръстен на океанското дъно и го дава на Иви като подарък. Но когато Сирена вижда пръстена, тя осъзнава, че това е лунен пръстен. Момичетата предупреждават Зак за голямата сила на пръстена и го убеждават да го вземе от Иви. Въпреки това, Зак все още не се доверява на момичетата и няма намерение да им предаде лунния пръстен. Зак, Иви, Кам и Рита присъстват на обяд, организиран от родителите на Зак. Момичетата се появяват неканени на обяда и се надяват да получат възможност да си възвърнат пръстена. Докато Зак и момичетата се бият за притежаването на пръстена, те случайно улучват Рита с магията на пръстена и тя изпада в безсъзнание. По време на процеса Лайла успява да грабне пръстена от Зак. Сега те разбират, че трябва да вкарат Рита в океана, за да я съживят, преди родителите на Зак, заедно с Иви да разберат какво става. |    |                                                         |             |                |                   |                   |                     |
| 18 | 18 | Работа с тризъбец ("The Trident Job")                   | Грант Браун | Майкъл Джошуа  | 22 ноември 2013   | 22 ноември 2013   | Неизвестно          |
| Нощта на пълнолунието е и Зак и Кам разработват план за вземането на тризъбеца. Пълнолунието съвпада с нощта на партито за Хелоуин, което Зак иска да посети заедно с Иви. Но той трябва да се измъкне от него без Иви да става подозрителна. Сирена, Лила и Никси работят доброволно на партито, за да го наблюдават отблизо. Въпреки появата на пълната луна, Зак успява да и устои. Зак посещава партито и по-късно през нощта се измъква и се отправя към остров Мако с момичетата, които го преследват. Въпреки това, с помощта на Кам, Зак избягва момичетата и най-накрая получава тризъбеца. |    |                                                         |             |                |                   |                   |                     |
| 19 | 19 | Къде е бутонът за включване? ("Where's the On Button?") | Грант Браун | Джъстин Гилмър | 29 ноември 2013   | 29 ноември 2013   | Неизвестно          |
| Зак най-накрая е получил тризъбеца, но не знае как да го активира. Но това се променя когато в училище вижда Рита и осъзнава, че тя може да знае нещо за тризъбеца. За да получи достъп до къщата ѝ, той убеждава Иви и Дейвид да я интервюират в дома ѝ за училищното списание. По време на интервюто, Иви става подозрителна, че Рита и момичетата крият нещо от нея и започва да ги пита неудобни въпроси. Зак, осъзнавайки, че Иви се приближава твърде близо до неговата и тайната на момичетата, рязко завършва интервюто, преди Иви да разбере повече. Докато Дейвид фотографира Рита и момичетата, Зак претърсва къщата и открива тайната пещера на Рита. По-късно той се промъква в пещерата през подводния вход с тризъбеца в ръка, за да огледа наоколо. Момичетата се противопоставят на Зак в пещерата и по невнимание зареждат тризъбеца, когато изведнъж започва да абсорбира енергия от лунния пръстен на Сирена. Зак избягва с тризъбеца и се връща вкъщи, за да експериментира със своите сили. |    |                                                         |             |                |                   |                   |                     |
| 20 | 20 | Няма къде да се скриеш ("Nowhere to Hide")              | Грант Браун | Сам Карол      | 6 декември 2013   | 6 декември 2013   | Неизвестно          |
| Зак взима тризъбеца до училище и го скрива в шкафчето си, надявайки се да го пази в безопасност от русалките. Осъзнавайки, че Зак е взел тризъбеца в училище, момичетата се появяват, за да го търсят. Рита говори със Зак за тризъбеца, като му казва, че е нещо повече от оръжие и че трябва да го върне на остров Мако. Въпреки това, отказът ѝ да влезе в подробности само прави Зак по-любопитен. Рита е принудена да прекъсне разговора, когато несъзнателно се приближава до тризъбеца. Той се активира и изцежда енергията и. Когато Зак вижда русалките в училище, той пропуска часовете и отива с тризъбеца до склад. Иви забелязва странното му поведение и вижда момичетата, които го търсят, което я кара да става по-подозрително към тях. По-късно Кам несъзнателно води момичетата в склада, където се води борба за тризъбеца. Момичетата обаче се оказват безсилни срещу него и са принудени да се оттеглят. След това Рита разкрива на момичетата, че ако тризъбецът се намира в лунния басейн по време на пълнолуние, той ще унищожи лунния басейн, източникът на всички сили на русалките. |    |                                                         |             |                |                   |                   |                     |
| 21 | 21 | Акуата се завръща ("Aquata Returns")                    | Грант Браун | Антъни Морис   | 13 декември 2013  | 13 декември 2013  | Неизвестно          |
| Сестрата на Сирена, Акуата, се завръща на остров Мако с добри и лоши новини. Тя разкрива, че сега на Сирена и е позволено да се върне в стадото, но Лила и Никси все още си остават отлъчени. Въпреки че Сирина не желае да остави приятелките си, те настояват, тя да отиде. В същото време, Зак открива подводен вход към лунния басейн и се изправя срещу Лайла и Никси, настоявайки те да му разкажат за връзката на тризъбеца с лунния басейн. Когато отказват, той заплашва, че ще превземе лунния басейн. На следващата сутрин Сирена тръгва с Акуата, докато Никси и Лила се противопоставят на Зак в дома му. Друга битка настъпва, когато двете момичета отново разбират, че ще бъдат надвити. Въпреки това, Сирена се връща точно навреме, за да премахне тризъбеца от зрението на Зак. Лайла, като се възползва от шансовете си, изплува с тризъбеца и го скрива в малък отвор в скалите. После, Сирена решава да остане с Лайла и Никси, вместо да се върне в стадото. |    |                                                         |             |                |                   |                   |                     |
| 22 | 22 | Двете Иви ("Evie Times Two")                            | Грант Браун | Макс Дан       | 15 декември 2013  | 15 декември 2013  | Неизвестно          |
| Когато Дейвид доставя поръчка за морски дарове на дома на Рита, Иви, която все още е подозрителна към момичетата, се надява, че ще научи повече за тях. Междувременно котката на Рита, Посейдон, става омагьосана, след като преминава през локва от разлята отрова. След като се срещне с Иви, която шпионира в къщата, Посейдон се превръща в неин точен дубликат, но запазва ума и инстинкта на котка. Дейвид греши котешката Иви за истинската и я отвежда в кафенето. По-късно, котешката Иви отива на плажа с Карли, където Кам забелязва странното и поведение и се обажда на Зак за помощ. Докато търсят Посейдон, момичетата попадат в Зак и „Иви“ на плажа и в крайна сметка осъзнават какво се е случило. Лайла помага на Зак да запази истинската Иви и Посейдон разделени, докато Никси и Сирена работят по начин, по който да възстановят истинската форма на Посейдон. |    |                                                         |             |                |                   |                   |                     |
| 23 | 23 | Изборът на Зак ("Zac's Choice")                         | Грант Браун | Крис Роуч      | 22 декември 2013  | 22 декември 2013  | Неизвестно          |
| Рита започва да дава на момичетата уроци за това как да използват лунните пръстени. В същото време Зак претърсва рифовете за тризъбеца и взима Кам, за да му помогне да го намери. Когато Лайла отива да провери тризъбеца, тя вижда, че Зак го взима от скривалището. Тъй като Лайла се опитва да вземе тризъбеца от Зак, от него изскача светкавица и я удря, като я събаря в безсъзнание. Ужасен от това, което е направил, Зак взема Лайла и я отвежда в пещерата на Рита, оставяйки тризъбеца на Кам да го върне на брега. Сирена, Никси и Рита се опитват да използват лунните си пръстени, за да излекуват Лайла, но се провалят, защото магията на пръстените е изхабена. Рита осъзнава, че единствената им надежда за спасяването на Лайла е в използването на тризъбеца за презареждане на лунните пръстени. Зак взима тризъбеца, въпреки протестите на Кам, и им го донася. Той презарежда лунните пръстени, които русалките използват, за да излекуват Лайла. След като се възстановява, Лайла разказва на Зак за способността на тризъбеца да унищожи Лунния басейн. Зак най-сетне осъзнава колко опасен е тризъбеца и го връща на мястото му на остров Мако, като прекратява враждата си с русалките. Но Никси не е сигурна дали може да се довери на Зак. |    |                                                         |             |                |                   |                   |                     |
| 24 | 24 | Доверие ("Trust")                                       | Грант Браун | Антъни Морис   | 29 декември 2013  | 29 декември 2013  | Неизвестно          |
| Кам се ядосва на Зак, когато научава, че е върнал тризъбеца на остров Мако. Когато Зак признава на Рита, че не е лесно да живее двоен живот, тя го кани да се присъедини към магическите и уроци заедно с момичетата. Те казват на Зак, че трябва да се откаже от своите сили, за да може стадото да се върне, което според тях е възможно, ако Зак е в Лунния басейн по време на пълнолуние. Когато Зак изразява нежеланието си да се откаже от силите си, Сирена и Лила му се доверяват и решават да му дадат време да помисли за това, като признават колко значима е тяхната молба. Никси обаче отказва да повярва на Зак след всичките неприятности, които е причинил, като се скарва с тях. По-късно Лайла прекарва времето си със Зак, разказвайки му за историята на океана и русалките. Междувременно Кам печели доверието на Никси, като успява да опази тайната ѝ, след като е изпръскана с вода в кафенето. След това Кам казва на Никси, че също иска Зак да бъде нормален и предлага да му помогне. Напрежението между Никси и Лайла нараства, когато Лайла предлага идеята да включването Зак в стадото. Опозицията на Никси я принуждава да се обърне към Кам, единственият, на когото може да се довери.                                                |    |                                                         |             |                |                   |                   |                     |
| 25 | 25 | Предадени ("Betrayed")                                  | Грант Браун | Марк Ширефс    | 5 януари 2014     | 5 януари 2014     | Неизвестно          |
| Стресът от двойния живот на Зак почти го кара да признае на Иви, че е мъж русалка. Рита и момичетата се опитват да утешат Зак, като му казват, че ако е в Лунния басейн по време на пълнолуние, ще се превърне отново в човке, но той все още е притеснен. Лайла отново предлага да се позволи на Зак да се присъедини към стадото, но в крайна сметка се съгласява, че превръщането на Зак нормален човек е най-добро за всички. Междувременно Кам лъже Никси, че Зак иска тризъбеца отново и предлага да му помогне да го премести на сигурно място. Кам заема екипировка за гмуркане от Иви, но неохотно и позволява да дойде с него на остров Мако, за да открие причината за странното поведение на Зак. На острова Никси отваря пещерата с помощта на един от лунните пръстени на Рита, като позволява на Кам и Иви да влязат в подводното царство. Кам взима тризъбеца, но с пръстена на Никси, който изчерпва магията, порталът се затваря и Иви е в капан. Докато Кам бяга с тризъбеца, Зак, Лайла и Сирена пристигат на острова, след като са открили какво правят Никси и Кам. Сирена отново отваря портала с лунния си пръстен, като позволява на Зак да спаси Иви. След това Зак и момичетата признават истината за себе си на Иви.                         |    |                                                         |             |                |                   |                   |                     |
| 26 | 26 | Време за решения ("Decision Time")                      | Грант Браун | Сам Карол      | 12 януари 2014    | 12 януари 2014    | Неизвестно          |
| Пълнолунието наближава и Зак се подготвя да се откаже от силите си, докато русалките се подготвят да се върнат в стадото си. Иви е разстроена от Зак, че е пазил тайната си от нея толкова дълго, но се съгласява да я пази и след пълната луна. Кам обаче манипулира Иви, казвайки и да пази Зак да не отиде на остров Мако вечерта и задейства истинския си план. Момичетата в крайна сметка осъзнават, че Кам планира да стане мъж русалка, за да може да управлява остров Мако с тризъбеца. В процеса Никси най-сетне осъзнава грешката си да се довери на Кам. Момичетата вземат пръстените на Рита и се насочват към Мако, за да спрат Кам. В същото време Зак също осъзнава какъв е Кам и се отправя към Мако. Четиримата се събират и заедно със своите сили разрушават тризъбеца, като спират Кам да изпълни плана си. След това Рита предоставя на русалките своите Лунни пръстени за опазването на Лунния басейн. Зак остава с опашка, което означава, че стадото не може да се върне на Мако все още. След като Иви се примирява с момичетата, Зак, Сирена, Лайла и Никси плуват заедно в океана. |    |                                                         |             |                |                   |                   |                     |